# Râul Valea Morii, Pârâul de Câmpie
Râul Valea Morii este un afluent al Pârâului de Câmpie din județul Mureș

## Hărți
- Harta județului Mureș